# Chapelton (Jamaica)
Chapleton es un pueblo situado en la Parroquia de Clarendon, Jamaica. Es la antigua capital de la región. En él se encuentra una de las más importantes escuelas de secundaria del país, el Clarendon College.
- Datos: Q5073143